# Geranboy (quận)
Geranboy (tiếng Azerbaijan:Goranboy) là một quận thuộc Azerbaijan. Dân số thời điểm năm 2012 là 86645 người.